# Альфонсо, герцог Анжуйский и Кадисский
Альфонсо Хайме Марселио Виктор Мануэль Мари де Бурбон и де Дампьер, герцог Кадисский, гранд Испании, гражданин Франции — Альфонс де Бурбон (исп. Alfonso de Borbón y Dampierre, фр. Alphonse de Bourbon; 20 апреля 1936, Рим, Италия — 30 января 1989, Бивер-Крик, США) — легитимистский претендент на французский престол под именем Альфонса II (20 марта 1975 — 30 января 1989), внук экс-короля Испании Альфонсо XIII.

## Биография
Альфонсо родился 20 апреля 1936 года в клинике Санта-Анна в Риме. Старший сын инфанта Хайме де Бурбона (1908—1975), герцога Сеговии и Анжу, второго сына короля Испании Альфонсо XIII. Его матерью была Эмануэла де Дампьер (1913—2012), первая жена Хайме, дочь французского дворянина Роже де Дампьера (1892—1975), 2-го герцога де Сан-Лоренцо и виконта де Дампьер, и принцессы Виттории Русполи (1892—1982).
Альфонсо жил в Риме, где его отец Хайме сохранил королевский двор в изгнании, поскольку королевская семья бежала из Испании в 1931 году, после победы на выборах республиканцев и социалистов. Альфонсо был крещен в Палаццо Русполи в Риме, в доме его бабки по материнской линии Виттории Русполи. Его крестил кардинал Эудженио Пачелли, будущий папа римский Пий XII.
В 1941 году Альфонсо и его родители переехали в Швейцарию, последовав за своей бабкой, королевой Викторией-Евгенией в Лозанну. Сначала они жили в Королевском отеле, затем Альфонсо и его младший брат Гонсало были отправлены в Колледж Сен-Жан (позднее Международная школа Вилла Сен-Жан) в Фрибурге. 8 декабря 1946 года Альфонсо и Гонсало приняли первое причастие из рук кардинала Севильи Педро Сегура-и-Саэнс.

## Права на испанский престол
Альфонсо де Бурбон (1907—1938), принц Астурийский, старший сын и наследник короля Альфонсо XIII, унаследовал гемофилию от своей прабабки, королевы Великобритании Виктории. Он считался наследником престола до 1931 года, когда к власти в Испании пришли республиканцы. В 1933 году Альфонсо Астурийский отказался от любых претензий на наследование испанского престола (в случае восстановления Бурбонов на королевском троне) и женился на простой кубинке Эдельмире Сампедро-Робато. В сентябре 1938 года Альфонсо де Бурбон скончался от внутреннего кровотечения после незначительной автомобильной аварии. Следующим в очереди наследования стал инфант Хайме (1908—1975), герцог Сеговии, второй сын короля Испании Альфонсо XIII. Он был глух с рождения. Инфанта Хайме убедили отказаться от своих претензий на королевский престол. Претендентом на испанский престол стал Хуан, граф Барселонский (1913—1993), четвёртый сын Альфонсо XIII.
В декабре 1949 года герцог Сеговии Хайме отказался от своего отречения и заявил, что это было сделано по принуждению. Он утверждал, что он является законным претендентом на корону Испании. В 1952 году испанский диктатор Франко убедил инфанта Хайме отправить своего старшего сына Альфонсо в Испанию, чтобы получить образование под его руководством. Альфонсо переехал из Швейцарии в Испанию, где вначале изучал право в университете Деусто, с 1955 года получал образование в Центре Университетского Образования (CEU). Затем он проходил службу в испанской армии.
Также под присмотром диктатора Франсиско Франко в Испании жил и получал образование принц Хуан Карлос, старший сын Хуана, графа Барселонского и кузен Альфонсо. С 1964 года Хуан Карлос считался для Франко предпочтительным кандидатом на испанский трон, нежели его отец. В случае, если бы Хуан Карлос отклонился от послушания или лояльности по отношению к Франко, то Альфонсо стал подходящим кандидатом на испанский престол. 12 июля 1969 года Франсиско Франко объявил Хуана Карлоса наследником испанского престола, против воли его отца. 19 июля того же 1969 года по просьбе своего сына Альфонсо Хайме снова отказался от претензий на испанский престол в пользу своего племянника Хуана Карлоса.
В 1970—1973 годах Альфонсо был послом Испании в Стокгольме. В 1973 году стал председателем Испанского Института Культуры. Также работал в мадридском банке.
8 марта 1972 года во Дворце Эль-Падро в Мадриде Альфонсо женился на Марии дель Кармен Мартинес-Бордиу (род. 26 февраля 1951), дочери Кристобаля Мартинеса-Бордиу (1922—1998), 10-го маркиза де Вильяверде, и Марии дель Кармен Франко-и-Поло (род. 1926), внучке диктатора Франсиско Франко. Свидетелями бракосочетания были сам Франсиско Франко и Эмануэла де Дампьер, мать Альфонсо. У супругов было двое детей. Альфонсо и Кармен расстались в 1979 году. Гражданский развод был оформлен в 1982 году, церковный брак аннулирован в 1986 году.
22 ноября 1972 года генерал Франсиско Франко пожаловал Альфонсо титулы герцога Кадисского и гранда Испании с обращением «Королевское Высочество». Титул герцога Кадисского ранее носил Франсиско де Асис Бурбон, прапрадед Альфонсо.

## Права на французский престол
Поскольку мать Альфонсо не была принцессой королевского происхождения, его дед Альфонсо XIII в соответствии с Прагматическими санкциями 1776 года не считал молодого внука наследником испанского престола. Однако Хайме, герцог Сеговии, отец Альфонсо, утверждал, что его сыновья Альфонсо и Гонсало могут претендовать на французский королевский трон.
До 1972 года в Испании принц Альфонсо рассматривался как «Дон Альфонсо де Бурбон и Дампьер».
Легитимисты считали бывшего короля Испании Альфонсо XIII претендентом на французский королевский престол, а его внука Альфонсо — принцем крови. 28 февраля 1941 года скончался Альфонсо XIII. Его второй сын Хайме, герцог Сеговии, был признан легитимистами следующим претендентом на французский трон под именем Генриха VI (1941—1975), а его сына Альфонсо — дофином Франции.
25 ноября 1950 года Альфонсо получил от своего отца титул герцога де Бурбона. В 1963 году личным секретарем Альфонсо становится французский историк и ярый роялист Эрве Пиното, который оставался с ним до смерти принца.
20 марта 1975 года скончался герцог Сеговии Хайме де Бурбон, отец Альфонсо. Альфонсо был немедленно признан его сторонниками-легитимистами претендентом на французский трон под именем Альфонса II (1975—1989). 3 августа 1975 года он также принял титул «герцог Анжуйский».

## Дети
Альфонсо и Кармен имели двух детей:
- Дон Франсиско де Асис Альфонсо Хайме Кристобаль Витор Жозе Гонсало Сеселио де Бурбон-и-Мартинес-Бордиу (22 ноября 1972, Мадрид — 7 февраля 1984, Памплона), герцог де Бурбон (титул оспаривается)
- Дон Луис Альфонсо Гонсало Витор Мануэль де Бурбон-и-Мартинес-Бордиу (род. 25 апреля 1974, Мадрид), герцог Туреньский (титул оспаривается)

После развода Альфонсо стал официальным опекуном двух своих сыновей. 7 февраля 1984 года в Памплоне Альфонсо ехал с сыновьями домой с лыжной прогулки в Пиренеях. Его автомобиль столкнулся с грузовиком. Старший сын Франсиско де Асис погиб в этой аварии, а младший сын Луис-Альфонсо провёл месяц в больнице; ему было сделано семь операций. Испанский суд передал временную опеку над Луис-Альфонсом его матери Кармен, но через шесть месяцев восстановил опекунские права Альфонсо.

## Иск графа Клермонского против герцога Анжуйского
В 1987 году Принц Генрих Орлеанский, граф де Клермон, старший сын Генриха Орлеанского, графа Парижского, орлеанистский претендент на французский престол, инициировал судебный иск против Альфонсо за право использования титула герцога Анжуйского и французского королевского герба «Флёр-де-лис». Генрих просил суд штрафовать Альфонсо на 50 тысяч французских франков за каждое будущее нарушение. В 1988 году принц Фердинанд, герцог де Кастро, и принц Сикст Бурбон-Пармский присоединились к иску Генриху Орлеанскому в отношении использования титула герцога Анжуйского, но не в отношении герба. 21 декабря 1988 года суд большой инстанции в Париже постановил, что их иск является недопустимым, потому что название титула не может быть юридически доказано; что истец (Генрих) и лица, добровольно вступающие в разбирательство по иску (Фердинандо и Сикст) не обосновали свои претензии на этот титул, а Генрих не пострадал от использования французского герба испанской ветвью семьи Бурбонов.
В 1989 году принц Генрих Орлеанский и принц Сикст Генрих Бурбон-Пармский обратились в суд с иском о применении титула и герба Альфонсо. Но первоначальное решение суда в пользу Альфонсо было оставлено в силе.

## Смерть
В 1977—1984 годах Альфонсо был президентом Испанской лыжной федерации. С 1984 по 1987 год он являлся президентом Испанского Олимпийского комитета.
30 января 1989 года Альфонсо погиб во время катания на лыжах на горнолыжном курорте в Бивер-Крик (округ Игл, штат Колорадо, США). Он столкнулся с кабелем, который был поднят для поддержки баннера на финише Чемпионата мира по горнолыжному спорту.